# Andali
Andali község (comune) Olaszország Calabria régiójában, Catanzaro megyében.

## Fekvése
A település a Sila-fennsík egyik völgyében fekszik, a megye északkeleti részén. Határai: Belcastro, Botricello, Cerva és Cropani.

## Története
A település alapításáról nincsenek pontos adatok. Első említése a 15. századból származik, amikor albán menekültek telepedtek le területén. A következő századokban Villa Aragona néven cosenzai nemesi családok birtoka volt. 1956-ban vált önálló községgé.

## Népessége
A népesség számának alakulása:

## Főbb látnivalói
- a 17. század elején épült Maria Santissima Annunziata-templom